# Стародубцева, Татьяна Александровна
Татьяна Александровна Стародубцева (27 октября 1957 — 21 сентября 2012, Воронеж, Российская Федерация) — советский и российский тренер по прыжкам в воду, заслуженный тренер СССР и России.

## Биография
В детстве занималась спортивной гимнастикой, в 15-летнем возрасте ей было присвоено звание мастера спорта по спортивной гимнастике (1972). После школы поступила в Воронежский государственный педагогический институт, где получила высшее образование на факультете физической культуры. В дальнейшем стала работать тренером по прыжкам в воду, при этом, являясь «непрофильным» тренером, очень быстро усвоила все нюансы нового для себя вида спорта. Основным местом работы была Воронежская СДЮСШОР. На Летних Олимпийских играх в Сиднее и Афинах (2000, 2004) была тренером сборной команды России по прыжкам в воду.
На протяжении 30 лет Т. А. Стародубцева являлась тренером знаменитого прыгуна в воду, двукратного Олимпийского чемпиона Дмитрия Саутина. Кроме Дмитрия Саутина Т. А. Стародубцева совместно со своим мужем Г. И. Стародубцевым подготовили серебряного призёра Олимпийских игр в синхронных прыжках с трамплина Юрия Кунакова, призёра первенства Европы (1998) Андрея Лушпаева, неоднократного победителя и призёра первенств Европы (1999—2001) Дмитрия Стародубцева, двукратную победительницу первенства Европы (2011) Елену Черных, победителя первенства Европы (2011) Германа Строева. Семейный дуэт Стародубцевых тренировал также победителя Мировой серии-2013 по хай-дайвингу Артёма Сильченко.
В начале сентября 2012 года Т. А. Стародубцева была госпитализирована в тяжёлом состоянии в больницу Пензы во время всероссийских соревнований, на которых проходил отбор юниоров в сборную страны для участия в первенстве мира. Тогда две её воспитанницы Елена Черных и Екатерина Уколова выиграли соревнования и прошли в национальную команду. 21 сентября 2012 года Т. А. Стародубцева скончалась в одной из воронежских больниц. Похоронена на кладбище поселка Будённовский недалеко от Масловки.

## Награды и звания
Заслуженный тренер СССР и России. Награждена орденами Почета и Дружбы, а также орденом «За заслуги перед Отечеством» II степени.